# Rancho de Guadalupe, Valle de Santiago
Rancho de Guadalupe är en ort i Mexiko.   Den ligger i kommunen Valle de Santiago och delstaten Guanajuato, i den centrala delen av landet, 260 km väster om huvudstaden Mexico City. Rancho de Guadalupe ligger 1 701 meter över havet och antalet invånare är 217.
Terrängen runt Rancho de Guadalupe är huvudsakligen platt, men västerut är den kuperad. Runt Rancho de Guadalupe är det ganska tätbefolkat, med 166 invånare per kvadratkilometer. Närmaste större samhälle är Valle de Santiago, 19,7 km öster om Rancho de Guadalupe. Trakten runt Rancho de Guadalupe består till största delen av jordbruksmark.